# Procriosis
Procriosis là một chi bướm đêm thuộc họ Noctuidae.